# Орандж-Гроув-Мобайл-Менор (Аризона)
Орандж-Гроув-Мобайл-Менор (англ. Orange Grove Mobile Manor) — переписна місцевість (CDP) в США, в окрузі Юма штату Аризона. Населення — 495 осіб (2020).

## Географія
Орандж-Гроув-Мобайл-Менор розташований за координатами 32°35′54″ пн. ш. 114°39′38″ зх. д. / 32.59833° пн. ш. 114.66056° зх. д. (32.598451, -114.660588).  За даними Бюро перепису населення США в 2010 році переписна місцевість мала площу 0,16 км², уся площа — суходіл.

## Демографія
Згідно з переписом 2010 року, у переписній місцевості мешкали 594 особи в 165 домогосподарствах у складі 153 родин. Густота населення становила 3660 осіб/км².  Було 174 помешкання (1072/км²).
Расовий склад населення:
| - 59,1 % — білих - 0,2 % — корінних американців - 0,2 % — азіатів - 37,5 % — осіб інших рас |

До двох чи більше рас належало 3,0 %. Частка іспаномовних становила 98,8 % від усіх жителів.
За віковим діапазоном населення розподілялося таким чином: 27,3 % — особи молодші 18 років, 58,7 % — особи у віці 18—64 років, 14,0 % — особи у віці 65 років та старші. Медіана віку мешканця становила 34,1 року. На 100 осіб жіночої статі у переписній місцевості припадало 99,3 чоловіків;  на 100 жінок у віці від 18 років та старших — 93,7 чоловіків також старших 18 років.
Середній дохід на одне домашнє господарство  становив 23 248 доларів США (медіана — 23 884), а середній дохід на одну сім'ю — 23 600 доларів (медіана — 24 241). За межею бідності перебувало 59,9 % осіб, у тому числі 89,1 % дітей у віці до 18 років та 49,4 % осіб у віці 65 років та старших.
Цивільне працевлаштоване населення становило 90 осіб. Основні галузі зайнятості: освіта, охорона здоров'я та соціальна допомога — 34,4 %, науковці, спеціалісти, менеджери — 24,4 %, мистецтво, розваги та відпочинок — 22,2 %.